# Sengkang
Sengkang est une ville d'Indonésie dans la province de Sulawesi du Sud dans l'île de Sulawesi. Elle est située au bord du lac Tempe.
C'est le chef-lieu du kabupaten de Wajo.

## Histoire

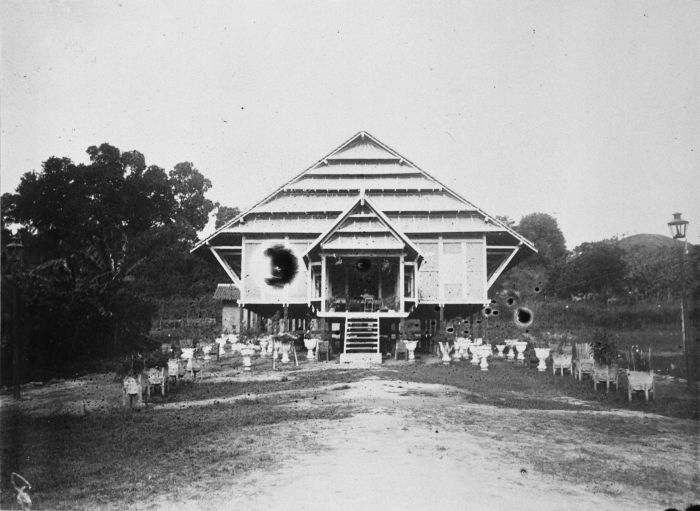
Le palais d'un prince de Sengkang dans les années 1930

## Culture et tourisme

### Tosora
Situé à 16 km à l'est de Sengkang, le village de Tosora était au XVIIe siècle la capitale de la principauté de Wajo. Tosora est entouré de huit petits lacs. On y trouve les tombes des princes de Wajo, les vestiges d'un arsenal, une mosquée construite en 1621.